# 明心寺镇
明心寺镇，是中华人民共和国四川省内江市资中县下辖的一个乡镇级行政单位。

## 行政区划
明心寺镇下辖以下地区：
万福社区、川硫社区、莲池铺村、牌合村、石笋湾村、宜古寺村、茅店子村、天灯坝村、唐明渡村、田坝村、凉风坳村、黄泥埂村、明心坝村、新塘坊村、油坊山村、六角堰村、大柏树村、土墙堰村、老寨子村、潮水屋基村、王岗坪村和吴家山村。